# Lessemsaurus
Lessemsaurus („Ještěr Dona Lessema“) byl rod sauropodomorfního dinosaura. Žil v době před 228 až 208 miliony lety (svrchní trias, geologický stupeň nor) na území dnešní Argentiny v provincii La Rioja, ekosystémy souvrství Los Colorados obýval společně s příbuzným sauropodomorfem riojasaurem a teropodem zupaysaurem. Jediným známým druhem je L. sauropoides, formálně popsaný roku 1999.

## Popis

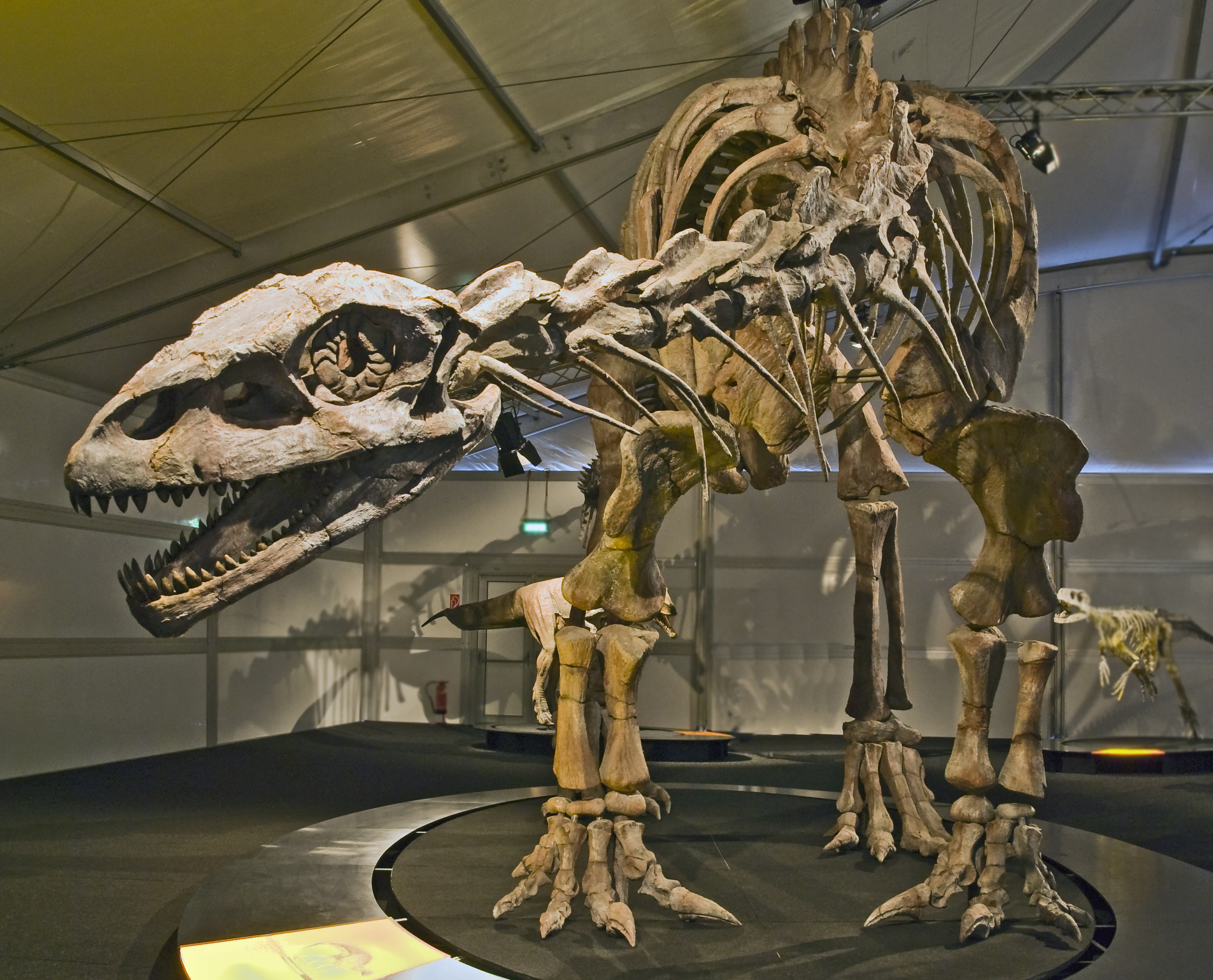
Kostra lessemsaura na výstavě.

Na délku měřil zhruba 9 až 10 metrů. Lessemsaurus byl blízce příbuzný rodům Antetonitrus a Ingentia, a podobně zřejmě i vypadal. Měl drobnou, úzkou lebku a malé zuby. Typický byl dlouhý krk, kratší přední končetiny s výrazným drápem na "palci", kterým se bránil v případě napadení. Lessemsaurus dosahoval délky kolem 9 metrů a hmotnosti asi 2000 kilogramů.
Lessemsaurus obýval ekosystémy souvrství Los Colorados spolu s množstvím dalších druhů sauropodomorfů, kteří byli v tomto období velmi úspěšnou a rozšířenou skupinou megaherbivorů.